# Pezzo, capopezzo e capitano
Pezzo, capopezzo e capitano è un film del 1958 diretto da Wolfgang Staudte.

## Trama
Durante il periodo dell'occupazione tedesca il Comandante De Rossi è proprietario del "Bertani", un piccolo piroscafo commerciale di stanza nel Mar Ligure. Per ordine delle autorità deve imbarcare un capopezzo della marina tedesca e munire l'imbarcazione di un cannone.
Un giorno incrocia un sommergibile inglese che passa oltre. Il comandante però segnala il fatto e causa un'evacuazione di tutto il litorale. De Rossi, eccitato dalla situazione e dal clamore suscitato, sogna di affondare eroicamente il sommergibile nemico. I suoi sogni sembrano tramutarsi in realtà quando sente dei rimbombi al largo: lanciata l'imbarcazione verso il largo, però, il comandante si ritrova con i motori fusi e la nave che cola a picco, decide allora di morire da eroe e si sistema sul ponte salutando militarmente con tutto l'equipaggio. Quando tutto sembra compiuto il vecchio naviglio si incaglia su una secca.

## Produzione
Prodotto a Roma da Carlo Scala per Atlantis in collaborazione con Bamberger di Monaco, la pellicola venne interamente girata nel borgo marinaro di Camogli.

## Incassi
Incasso accertato a tutto il 31 marzo 1964 Lit. 123.302.265